# Majske Poljane
Majske Poljane naselje su u Republici Hrvatskoj, u sastavu Grada Gline, Sisačko-moslavačka županija.  

## Stanovništvo
Prema popisu stanovništva iz 2001. godine, naselje je imalo 325 stanovnika te 124 obiteljskih kućanstava.
| broj stanovnika | 746   | 852   | 825   | 1033  | 1157  | 1315  | 1121  | 1378  | 927   | 915   | 883   | 806   | 658   | 602   | 325   | 196   | 143   |
|                 | 1857. | 1869. | 1880. | 1890. | 1900. | 1910. | 1921. | 1931. | 1948. | 1953. | 1961. | 1971. | 1981. | 1991. | 2001. | 2011. | 2021. |

## Povijest

### Potresi kod Petrinje 2020.
Prilikom potresa kod Petrinje 2020., Majske Poljane bile su najteže pogođeno naselje potresom od svih, te je tamo poginulo i većina žrtava istog potresa, 5 njih od 7 (ostale dvije u Petrinji i Žažini pored Lekenika).

## Poznate osobe
- Đuro Kurepa, matematičar
- Svetozar Kurepa, matematičar
- Simeon Roksandić, kipar